# Zosterops lacertosus
Zosterops lacertosus là một loài chim trong họ Zosteropidae.